# Церква Святої Тройці (Переволока)
Церква Святої Тройці в Переволоці — парафія і храм Бучацького благочиння Тернопільської єпархії Православної церкви України в селі Переволока Чортківського району Тернопільської области.

## Історія церкви
У 1934 році в селі був збудований мурований храм, який під час Другої світової війни зазнав пошкоджень. Після війни радянська влада закрила його, а місцевий колгосп використовував приміщення спочатку як зерносховище, а потім — як склад отрутохімікатів.
З розпадом Радянського Союзу, у 1989 році, священник Василь Марчишак разом із парафіянами розпочали відновлення храму Святої Трійці. Були відновлені регулярні богослужіння, придбано новий іконостас, світильники та виконано художній розпис.
У 2009—2010 роках проведено зовнішній ремонт. Центральну баню перекрили позолоченою бляхою і встановили на ній новий хрест. На подвір'ї храму відновили капличку на честь Введення в храм Пресвятої Богородиці та дзвіницю.
7 листопада 2010 року єпископ Тернопільський і Бучацький Нестор відвідав парафію, відслужив Божественну Літургію та освятив відновлений храм.

## Парохи
- о. Василь Марчишак,
- о. Юрій Матвіїшин (сотрудник).